# Estetrol
Estetrol (E4) ist ein Hormon aus der Gruppe der Estrogene, das während einer Schwangerschaft in der Leber des Fetus gebildet wird und über die Plazenta in den mütterlichen Kreislauf gelangt.
Synthetisch hergestelltes Estetrol kann medizinisch verwendet werden, beispielsweise in Kombination mit einem Progestin wie Drospirenon zur Empfängnisverhütung („Antibabypille“).

## Geschichte
Estetrol wurde 1965 entdeckt und war circa 20 Jahre lang Gegenstand der präklinischen Forschung, bis das Interesse zunächst erlosch. Die Isolierung und Strukturaufklärung erforderte die Aufbereitung von 200 Litern in der späten Schwangerschaft gesammelten Urins. Es konnte gezeigt werden, dass sich Estetrol von anderen natürlichen Estrogenen wie Estron (E1), Estradiol (E2) und Estriol (E3) in der Zahl der Hydroxygruppen unterscheidet.
In der jüngeren Forschung wurde Estetrol als oral bioverfügbarer, potenter Estrogenrezeptormodulator wiederentdeckt. Verschiedene Untersuchungen deuten darauf hin, dass E4 ─ auch vor dem Hintergrund günstiger pharmakokinetischer Eigenschaften wie einer ausreichend langen Halbwertszeit ─ für die Hormontherapie (Hormonersatztherapie bei vaginaler Atrophie und vasomotorischen Symptomen, Empfängnisverhütung, Osteoporose und Brustkrebs) einsetzbar ist. Dabei besitzt es eventuell Vorteile gegenüber anderen Estrogenen, da es nur geringe oder gar keine Wirkungen auf die Brust haben soll und somit das Brustkrebsrisiko unter Estetrolgabe vernachlässigbar sein könnte.

## Wirkung
Estetrol wirkt als selektiver Agonist an den Estrogenrezeptoren (ER). Als solcher wirkt es der Aktivität des follikelstimulierenden Hormons (FSH) entgegen.

## Medizinische Verwendung
Medizinisch kann Estetrol als Estrogenkomponente in der hormonellen kombinierten Empfängnisverhütung („Antibabypille“) verwendet werden. Der Ausschuss für Humanarzneimittel empfahl im März 2021 für die EU die Zulassung eines Kombinationspräparates aus  Estetrol und Drospirenon, im Mai 2021 erfolgte die Zulassung. Es handelt sich um eine monophasische Kombination (d. h. alle wirkstoffhaltigen Tabletten sind dosisgleich), die 24 Tage genommen wird, gefolgt von 4 wirkstofffreien Placebotabletten. Auch in den USA ist das Präparat seit April 2021 zugelassen.
Die häufigsten Nebenwirkungen in der kombinierten Anwendung mit Drospirenon sind unregelmäßige Blutungen (Metrorrhagie), Kopfschmerzen, Akne, vaginale Blutungen und Schmerzen bei der Blutung (Dysmenorrhoe).

## Fertigarzneimittel
Drovelis (EU), Lydisilka (EU), Nextstellis (USA)